# Кунхожаев, Нажман Разахович
 Нажман Разахович Кунхожаев (25 декабря 1929 — 8 февраля 2021) — педагог, учёный, общественный деятель, доктор исторических наук, из рода ходжа (Хорасан кожа) 

## Биография
Родился 25 декабря 1929 года в г. Аральск, Кызылординской области.
1948—1953. Окончил исторический факультет Казахского государственного университета им. С. М. Кирова по специальности «история».
1953—1957. Директор средней школы аула Бугунь Аральского района Кызылординской области, директор средней школы № 453 станции Саксаул.
1958—1961. Заместитель заведующего Облоно.
1961—1963. Инструктор областного партийного комитета.
1963—1965. Окончил Алматинскую высшую партийную школу.
1965. Руководитель лекторской группы.
1965—1983. Проректор по учебной работе Кызылординского пединститута и по совместительству — заведующий кафедрой философии и научного коммунизма.
1983—1986. Ректор Гурьевского педагогического института.
1986—1992. Проректор по заочной форме обучения, заведующий кафедрой Кызылординского педагогического института.
С 1992 года профессор кафедры «Политология и социология» Казахского национального педагогического университета имени Абая, заведующий кафедрой Алматинского городского института усовершенствования учителей.

## Награды и звания
Кандидат исторических наук (1966), доктор исторических наук (1972).
Награжден орденом «Знак Почета», медалью «Ерен еңбегі үшін».

## Научные труды
- Кунхожаев Н. Р. Деятельность партoрганизаций Южного Казахстана по руководству промышленностью / Алма-Ата: Казахстан, 1969.
- Ашимбаев Т. А., Кунхожаев Н. Р. Коммунистическая партия Казахстана в борьбе за научно-технический прогресс в промышленности / АН КазССР, Институт экономики. Алма-Ата: Наука, 1973.
- Кунхожаев Н. Р. На главном направлении: из опыта партийного руководства повышением эффективности общественного производства (1965—1980 гг.) / Алма-Ата: Казахстан, 1983.
- Кунхожаев Н. Р. Человек и общество / Алматы, 2001. ISBN 978-562-504-03-89